# 1082
1082. је била проста година.

## Догађаји
- Википедија:Непознат датум — Владавина арапске династије Абадида у Севиљи у данашњој Шпанији (од 1023. до 1091).
- Википедија:Непознат датум — потписан Византијско-млетачки споразум из 1082.

- Пролеће – Нормани под вођством војводе Роберта Гвискара заузимају Дирахијум (данашњи Драч) у Илирији и напредују у унутрашњост, заузимајући већи део Македоније и Тесалије. Роберт је приморан да напусти Грчку како би се суочио са устанком у Италији. Оставља свог сина Боемонда да командује војском, који опседа град Ларису. Цар Алексије I Комнин мобилише нову војску и уз подршку 7.000 Селџучких Турака чисти Тесалију од Нормана.
- Византијско-млетачки споразум: Цар Алексије I потписује трговински и одбрамбени пакт са Венецијом, у облику царске Златне буле. Он додељује Млечанима трговачку колонију у Цариграду, као и слободну трговину и ослобођење од пореза, широм Византијског царства у замену за њихову одбрану Јадранског мора од Нормана.
- 12. мај – Битка код Мејлберга: Војвода Вратислав II од Бохемије напада Аустрију са војском од 8.000 људи (уз подршку плаћеника из Велике Моравске и Баварске). Он побеђује снаге маркгрофа Леополда II („Лепог“) близу Мајлберга. Северни регион Доње Аустрије је опустошен пљачком и глађу.
- 6. децембар – Гроф Рамон Беренгер II од Барселоне убијен је док је ловио у шуми. Наследио га је брат близанац Беренгер Рамон II као једини владар Каталоније (данашња Шпанија).
- Зима – Хајнрих IV, цар Светог римског царства, предводи експедицију у Италију и опседа Рим. Улази у Рим и Римљани се договарају са синодом да одлучи о спору између Хајнриха и папе Гргура VII.
- Адалберо, маркгроф Штајерске, приморан је да поднесе оставку у корист свог брата Отокара II, који је савезник папе Гргура VII.
- Забележен је први помен града Хофгајсмара (данашња Немачка).
- Приближан датум – Завршено је корејско штампање целе будистичке Трипитаке.
- Изградња Рочестерске катедрале је завршена у Енглеској.